# 佐賀県道348号新鳥栖停車場線
佐賀県道348号新鳥栖停車場線（さがけんどう348ごう しんとすていしゃじょうせん）は、佐賀県鳥栖市を通る一般県道である。

## 概要
鳥栖市原古賀町から鳥栖市幸津町に至る。。
2016年（平成28年）5月10日、鳥栖市蔵上町 - 幸津町の区間が開通し、国道34号とつながった。

### 路線データ
- 起点：佐賀県鳥栖市原古賀町（長崎本線・九州新幹線 新鳥栖駅前）
- 終点：佐賀県鳥栖市幸津町（新鳥栖駅南入口交差点、国道34号交点）

## 歴史
- 2007年（平成19年）3月30日 - 佐賀県告示第169号により認定[2]。
- 2016年（平成28年）5月10日 - 鳥栖市蔵上町 - 幸津町の区間（延長450 m）が開通[1]。

## 路線状況

### 道路施設

#### 橋梁
- 南郷橋（安良川、鳥栖市）

## 地理

### 通過する自治体
- 鳥栖市

### 交差する道路
| 交差する道路                             | 交差する場所 | 交差する場所                                                                                                 |
| ---------------------------------------- | ------------ | --- |
| 佐賀県道348号新鳥栖停車場線 / 旧道       | 蔵上町       | 鳥栖西中学校西交差点 / 旧道起点【北緯33度21分54.4秒 東経130度29分40.0秒 / 北緯33.365111度 東経130.494444度】 |
| 国道34号                                 | 幸津町       | 新鳥栖駅南入口交差点 / 終点                                                                                  |
| 福岡県道・佐賀県道17号久留米基山筑紫野線 | 轟木町       | 四本松交差点 / 旧道終点【北緯33度22分4.2秒 東経130度29分57.2秒 / 北緯33.367833度 東経130.499222度】          |

### 沿線
- JR九州長崎本線・九州新幹線 新鳥栖駅
- 鳥栖警察署 鳥栖西交番
- 鳥栖市立鳥栖西中学校